# Тоска (рассказ)
Тоска — рассказ А. П. Чехова. Написан в 1886 году, впервые опубликован 16 января 1886 года в «Петербургской газете».

## Публикации
Рассказ был впервые опубликован в «Петербургской газете» № 26 от 16 января 1886 года в отделе «Летучие заметки» с подписью А. Чехонте. С небольшими изменениями рассказ напечатан в сборнике Пестрые рассказы. В 1895 году он вошёл в антологию Проблески. В слегка пересмотренном варианте Чехов включил рассказ в третий том своих сочинений, опубликованных Адольфом Марксом в 1899—1901 годах.
При жизни Чехова рассказ был переведен на болгарский, венгерский, немецкий, сербскохорватский, словацкий, финский, французский и чешский языки.

## Сюжет
У старого извозчика Ионы скончался сын. Отец отчаянно и безуспешно пытается поговорить с людьми, которых он везет, и рассказать о том, как ему тоскливо без сына. Но никто не собирается выслушивать извозчика. Все его либо ругают за то, что он не умеет водить, либо поторапливают. В результате Иона изливает душу своей лошади.

## Критика
Рассказ был положительно оценен в Петербургских Ведомостях (№ 167, 1886) критиком И. Н. Ладожским. Леонид Оболенский в Русском богатстве похвалил Чехова за его необыкновенную способность видеть скрытую драму за обманчиво простыми вещами. Рассказ Тоска этому идеальный пример. Константин Арсеньев в своем эссе «Писатели нашего времени» («Вестник Европы», № 12, 1887) включил рассказ Тоска в список лучших современных рассказов. Лев Толстой включил рассказ в личный список лучших чеховских рассказов.

## Экранизация
- 1969 — Тоска (СССР), режиссёр Александр Бланк. В ролях: Иона Потапов — Александр Плотников; Алла Покровская; Расми Джабраилов; Георгий Куликов; Юрий Медведев; Виктор Сергачёв, Николай Сморчков
- 1970 — Карусель (СССР), режиссёр Михаил Швейцер, новелла «Тоска». В ролях: Иван Лапиков — Иона Потапов, извозчик
- 2004 — Тоска / Gram (Германия), режиссёр Дэниэл Лэнг
- 2009 — Тоска / Tuga (Сербия), режиссёр Александр Джурович